# Nino Machaidze
Nino Machaidze (Tbilisi, 8 marzo 1983) è un soprano georgiano.

## Biografia
Si è avvicinata alla musica all'età di 7 anni studiando pianoforte presso il Conservatorio di Stato "V. Sarajishvili". 
Come cantante lirica ha debuttato in Don Pasquale di Gaetano Donizetti a Tbilisi, sua città natale, a soli 17 anni (dove ha poi interpretato i ruoli di Zerlina e Rosina).
Nel 2004 è Norina in Don Pasquale al Teatro dell'Opera di Kutaisi.
Successivamente si è trasferita in Italia, dove nel luglio 2005 è stata ammessa all'Accademia del Teatro alla Scala di Milano: dopo un corso di perfezionamento con Leyla Gencer e Mirella Freni, nel gennaio 2006 canta Exsultate Jubilate alla Scala ed è la cover di Gilda in Rigoletto diretto da Riccardo Chailly, poi in giugno sul palcoscenico del teatro milanese come Najade nella prima di Ariadne auf Naxos con Ildikó Komlósi, in ottobre Silvia nella prima di Ascanio in Alba, fino a debuttare nel 2007 il ruolo di Marie ne La Fille du règiment con Anna Proclemer, con grande successo (ruolo che poi canterà anche al Teatro dell'Opera di Roma diretta da Bruno Campanella) seguito da un concerto dedicato a Giacomo Puccini diretta da Chailly con Nicola Martinucci e Mario Malagnini e Despina nella prima di Così fan tutte diretta da Ottavio Dantone e nel 2008 Lauretta nella prima di Gianni Schicchi con Leo Nucci e Vittorio Grigolo diretta da Chailly ripresa da Rai 2 e trasmessa da Classica HD e Rai 5 e Musetta ne La bohème con Fabio Sartori, Svetla Vassileva, Luca Salsi e Matteo Peirone, diretta da Gustavo Dudamel. 

Ma la fama arriva, nel 2008, al Festival di Salisburgo come Juliette nell'opera Roméo et Juliette di Charles Gounod a fianco di Rolando Villazón, sostituendo un'indisposta Anna Netrebko (il ruolo di Juliette è diventato un vero "cavallo di battaglia" per la Machaidze, che ha interpretato i panni della giovane Capuleti a Venezia, Londra (al Royal Opera House, Covent Garden con Alfie Boe e Piotr Beczała diretta da Daniel Oren nel 2010), Milano (alla Scala nella prima nel 2011 con Grigolo) e nel 2011 in Arena di Verona).

Dopo il debutto salisburghese, la Machaidze si è cimentata in ruoli belcantistici, quali Lucia di Lammermoor, il ruolo del titolo de La sonnambula, Elvira ne I puritani (al Teatro Comunale di Bologna a fianco di Juan Diego Flórez ed Ildebrando D'Arcangelo nel 2009 trasmessa da Rai 3 e Rai 5 di cui esiste un DVD), Donna Fiorilla ne Il turco in Italia (Vienna 2009, con Ildebrando D'Arcangelo nel ruolo del titolo e Los Angeles 2011) e nel 2010 alla Scala Adina nella prima di L'elisir d'amore con Villazon ed Ambrogio Maestri diretta da Donato Renzetti.
A Verona nel 2011 è stata Leila ne Les pêcheurs de perles di Bizet per la Stagione lirica al Teatro Filarmonico, e Juliette in Roméo et Juliette di Gounod all'Arena. Torna in Arena nel 2016, come protagonista ne La traviata.
Al Metropolitan Opera House di New York debutta nel 2011 come Gilda in Rigoletto con Giovanni Meoni e Joseph Calleja, poi Marie ne La Fille du règiment.
All'Opéra National de Paris debutta nel 2012 come Gilda in Rigoletto con Beczala.
Ancora a Salisburgo nel 2012 è Musetta ne La bohème con i Wiener Philharmoniker, Beczala/Marcello Giordani, Anna Netrebko, Massimo Cavalletti e Carlo Colombara diretta da Daniele Gatti.
Nel 2012 è Thaïs con Plácido Domingo e Stefano Palatchi al Teatro de la Maestranza di Siviglia.
Nel 2013 è Gilda in Rigoletto nel Teatro Carlo Felice di Genova, Juliette al La Monnaie/De Munt di Bruxelles, Donna Fiorilla ne Il turco in Italia con D'Arcangelo al Gran Teatre del Liceu di Barcellona ed Adina ne L'elisir d'amore nel Teatro Real di Madrid.
Nel 2014 al Wiener Staatsoper è Adina ne L'elisir d'amore, al Bayerische Staatsoper Donna Fiorilla ne Il turco in Italia, al Teatro Regio di Parma Leïla ne Les pêcheurs de perles ed al Los Angeles Opera Thaïs con Domingo, Violetta Valery ne La traviata diretta da James Conlon e Luisa Miller diretta da Simone Young all'Opera di Amburgo.
Nel 2015 amplia il suo repertorio debuttando quattro ruoli: a gennaio è La Contessa di Folleville ne Il viaggio a Reims con Carmen Giannattasio, Nicola Ulivieri, Bruno de Simone e Mario Cassi ad Amsterdam; a giugno è Micaela in Carmen al Teatro alla Scala, con Francesco Meli e Anita Rachvelishvili; ad agosto debutta al Rossini Opera Festival ne La gazza ladra diretta da Donato Renzetti; in ottobre, a Berlino, è Ines in Vasco da Gama con Roberto Alagna.

Il 2016 si apre all'insegna di un nuovo debutto rossiniano: Otello a Vienna, con John Osborn e Maxim Mironov, diretti da Antonello Manacorda, per la regia di Damiano Michieletto.
Nel maggio/giugno 2018 è a Napoli al S.Carlo ne La Taviata. 
Nel 2019 debutta come Manon Lescaut al Théâtre des Champs-Élysées di Parigi e successivamente alla Wiener Staatsoper di Vienna, mentre al Teatro San Carlo di Napoli interpreta per la prima volta Antonia nell'opera Les contes d'Hoffmann.

## Repertorio
| Ruolo                  | Titolo                                   | Autore      |
| ---------------------- | ---------------------------------------- | ----------- |
| Amina                  | La sonnambula                            | Bellini     |
| Elvira                 | I puritani                               | Bellini     |
| Leïla                  | Les pecheurs de perles                   | Bizet       |
| Micaëla                | Carmen                                   | Bizet       |
| Daria                  | Le convenienze ed inconvenienze teatrali | Donizetti   |
| Adina                  | L'elisir d'amore                         | Donizetti   |
| Lucia Ashton           | Lucia di Lammermoor                      | Donizetti   |
| Marie                  | La fille du règiment                     | Donizetti   |
| Norina                 | Don Pasquale                             | Donizetti   |
| Olga Sukarev           | Fedora                                   | Giordano    |
| Juliette               | Roméo et Juliette                        | Gounod      |
| Nedda                  | Pagliacci                                | Leoncavallo |
| Manon                  | Manon                                    | Massenet    |
| Thaïs                  | Thaïs                                    | Massenet    |
| Ines                   | Vasco da Gama                            | Meyerbeer   |
| Silvia                 | Ascanio in Alba                          | Mozart      |
| Zerlina                | Don Giovanni                             | Mozart      |
| Despina                | Così fan tutte                           | Mozart      |
| Antonia                | Les contes d'Hoffmann                    | Offenbach   |
| Mimì Musetta           | La bohème                                | Puccini     |
| Lauretta               | Gianni Schicchi                          | Puccini     |
| Donna Fiorilla         | Il turco in Italia                       | Rossini     |
| Elisabetta             | Elisabetta, regina d'Inghilterra         | Rossini     |
| Rosina                 | Il barbiere di Siviglia                  | Rossini     |
| Desdemona              | Otello                                   | Rossini     |
| Ninetta                | La gazza ladra                           | Rossini     |
| Armida                 | Armida                                   | Rossini     |
| Contessa di Folleville | Il viaggio a Reims                       | Rossini     |
| Pamyra                 | Le siège de Corinthe                     | Rossini     |
| Mathilde               | Guillaume Tell                           | Rossini     |
| Najade                 | Ariadne auf Naxos                        | Strauss     |
| Giselda                | I Lombardi alla prima crociata           | Verdi       |
| Giovanna               | Giovanna d'Arco                          | Verdi       |
| Luisa                  | Luisa Miller                             | Verdi       |
| Gilda                  | Rigoletto                                | Verdi       |
| Violetta Valery        | La traviata                              | Verdi       |

## Incisioni discografiche
| Anno | Titolo         | Cast                                                       | Direttore Orchestra e Coro                                       | Etichetta           |
| ---- | -------------- | ---------------------------------------------------------- | ---------------------------------------------------------------- | ------------------- |
| 2010 | Fedora         | Angela Gheorghiu, Plácido Domingo, Fabio Maria Capitanucci | Alberto Veronesi Orchestra e Coro del Théâtre de la Monnaie      | Deutsche Grammophon |
| 2011 | Romantic Arias | Nino Machaidze                                             | Michele Mariotti Orchestra e Coro del Teatro Comunale di Bologna | Sony Classical      |
| 2013 | Arias & Scenes | Nino Machaidze                                             | Daniele Gatti Orchestre national de France                       | Sony Classical      |

## Registrazioni video
| Anno | Titolo Ruolo               | Cast                                                        | Direttore Orchestra e Coro                                                 | Etichetta               |
| ---- | -------------------------- | ----------------------------------------------------------- | -------------------------------------------------------------------------- | ----------------------- |
| 2008 | Roméo et Juliette Juliette | Rolando Villazón, Russell Braun, Cora Burggrauf             | Yannick Nézet-Séguin Orchestra del Mozarteum, Coro della Wiener Staatsoper | Deutsche Grammophon     |
| 2008 | Rigoletto Gilda            | Leo Nucci, Francesco Demuro, Marco Spotti                   | Massimo Zanetti Orchestra e Coro del Teatro Regio di Parma                 | Unitel Classica/C Major |
| 2009 | I puritani Elvira          | Juan Diego Flórez, Ildebrando D'Arcangelo, Gabriele Viviani | Michele Mariotti Orchestra e Coro del Teatro Comunale di Bologna           | Decca                   |
|      | Gianni Schicchi Lauretta   | Leo Nucci, Vittorio Grigolo                                 | Riccardo Chailly Orchestra e Coro del Teatro alla Scala                    | Hardy Classics          |
| 2012 | La bohème Musetta          | Anna Netrebko, Piotr Beczała, Massimo Cavalletti            | Daniele Gatti Wiener Philharmoniker, Coro della Wiener Staatsoper          | Deutsche Grammophon     |
|      | Roméo et Juliette Juliette | Stefano Secco, Artur Rucinski, Ketevan Kemoklidze           | Fabio Mastrangelo Orchestra e Coro dell'Arena di Verona                    | Bel-Air Classique       |